# Hemmet (låt)
Hemmet är en låt av det svenska proggbandet Hoola Bandoola Band. Låten återfinns på albumet Garanterat individuell från 1971. Den skrevs av medlemmen Mikael Wiehe.
I låten speglas en diskussion som pågick vid den här tiden om den moderna psykvården, och inte enbart om den inhemska. Radikala psykoanalytiker som R. D. Laing kritiserade den förhärskande normen inom psykiatrin som, enligt honom och andra, ledde till att människor blev neddrogade av psykofarmaka, hospitaliserade eller stämplade som schizofrena, när det istället handlade om de samhällsnormer som tvingades på människor. I "Hemmet" finns vändningar som påminner starkt om R. D. Laings Knutar (1971), en bok som vände och vred på normer i en nästan aforistisk form, fraser som:
Därför måste man se upp och va noga med
allt man inte gör
när man leker i deras lekar
och spelar i deras spel
För här inne, liksom där utanför
är det rätta oftast fel.
Wiehe fick idén att skriva låten en dag när han hade precis cyklat in i Slottsparken i Malmö.